# Al-Badi
Al-Badi – wieś w Syrii, w muhafazie Ar-Rakka, w dystrykcie Tall Abjad. W 2004 roku liczyła 194 mieszkańców.